# Carl Emil Doepler
Carl Emil Doepler (1824–1905) est un peintre, illustrateur et créateur de costumes allemand. Il a conçu les costumes de la première production du Ring de Richard Wagner au Bayreuth Nibelungenfestspiel en 1878.
Son fils, Emil Doepler, était aussi un artiste.

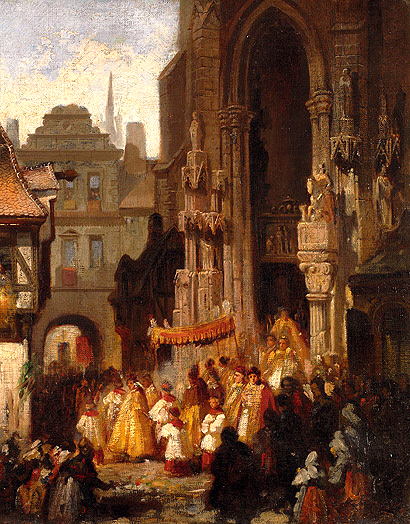
Fronleichnamsprozession